# Finasterid
Finasterid ist ein selektiver Inhibitor der Steroid-5α-Reduktase vom Typ II und Typ III, der als Arzneistoff bei benigner Prostatahyperplasie (BPH) und bei androgenbedingtem Haarausfall (androgenetische Alopezie, AGA) eingesetzt wird. Neben der oralen Verabreichung, die bereits lange bekannt ist, wird Finasterid nun auch topisch angewendet.
Der Wirkstoff wird in der Dosierung 5 mg gegen benigne Prostatahyperplasie und als Tabletten mit 1 mg Finasterid gegen androgenbedingten Haarausfall angeboten. Darüber hinaus bietet die topische Anwendung von Finasterid eine zusätzliche Option für die Behandlung von androgenetischem Haarausfall und hat laut ersten Studien geringere Nebenwirkungen als die orale Form.
Finasterid unterliegt in Deutschland, Österreich und der Schweiz der ärztlichen Verschreibungspflicht.

## Eigenschaften
Finasterid tritt in zwei polymorphen Kristallformen auf, die sich anhand des Schmelzpunktes unterscheiden. Das Polymorph I kristallisiert in einem orthorhombischen Kristallgitter mit der Raumgruppe P212121, das Polymorph II in einem monoklinen Gitter mit der Raumgruppe P21. Beide Formen stehen enantiotrop zueinander, wobei der Umwandlungspunkt zwischen 200 und 230 °C liegt. Es werden noch eine Reihe Hydrate und Solvate wie mit Tetrahydrofuran, Essigsäure, Ethylacetat, Isopropanol, Dioxan und Diethylether gebildet. Wegen der höheren Stabilität wird die Form I in der pharmazeutischen Anwendung bevorzugt.

## Pharmakologie

### Wirkungsweise
Finasterid ist ein 5α-Reduktasehemmer und gehört zu den synthetischen Steroiden. Durch seine Ähnlichkeit zum natürlichen Testosteron blockiert es die 5α-Reduktase und verhindert so die Umwandlung des Sexualhormons Testosteron in Dihydrotestosteron (DHT). Nach dem aktuellen Kenntnisstand der Forschung reagieren bestimmte Haarfollikel auf DHT mit der Reduzierung der Anagenphase (Wachstumsphase). Diese Empfindlichkeit der Haarfollikel ist erblich. Finasterid hemmt hierbei die Umwandlung von Testosteron in DHT. Die Haarfollikel können dann mit einer Verlängerung der Anagenphase reagieren. Ist der Haarfollikel jedoch kaum noch aktiv, kann meistens nichts mehr erreicht werden. Finasterid muss solange genommen werden, wie der Mann seine Haare behalten möchte. Dadurch verschiebt Finasterid den Beginn des androgenetischen Haarausfalls des Mannes in spätere Jahre. Wird die Behandlung unterbrochen, erhöht sich der DHT-Spiegel im Blut und auch die nachgewachsenen Haarfollikel können wieder ausfallen. Erste Erfolge können erst ab einer Einnahmedauer von 3–6 Monaten beobachtet werden.
Möglicherweise hängt das Ansprechen auf eine Therapie mit Finasterid (Stopp des Haarausfalls, Stimulation neuen Haarwuchses) mit einer Hochregulierung von IGF1 zusammen. In einer kleinen Studie an 9 Personen korrelierte die Wirksamkeit von Finasterid bei einigen Personen mit der Hochregulierung von IGF1. Auch Androgenrezeptor-Polymorphismus scheint für das Ansprechen auf die Therapie bedeutsam.
Der Androgenrezeptor existiert in zwei Formen (A-Form und B-Form), die sich in ihrer Aktivität unterscheiden. Die A-Form ist mit 87kDa (die ersten 187 Aminosäuren fehlen durch Proteolyse) kleiner als die B-Form mit 110kDa. Normalerweise liegen von der gesamten Rezeptormenge etwa 80 % in der B-Form und nur 20 % in der A-Form vor. Es gibt Hinweise, dass androgenetische Alopezie mit einer Transformation der B-Form in die A-Form verbunden ist und vorrangig die A-Form über eine Stimulation durch DHT für die AGA verantwortlich ist. Während bei Personen mit androgenetischer Alopezie am Hinterkopf ein normales A/B-Verhältnis (mehr Rezeptoren in B-Form) vorhanden ist, liegen in kahlen Regionen mehr Rezeptoren in der A-Form vor. Durch Finasterid soll sich durch Rücktransformation der Rezeptoren von der A-Form in die B-Form das A/B-Verhältnis wieder normalisieren, was möglicherweise mit der Wirksamkeit in Zusammenhang steht.
Im Rahmen mehrjähriger internationaler Studien konnte bei 80 bis 90 % der Anwender ein Stopp des fortschreitenden Haarausfalls und bei etwa 65 % sogar eine Verdichtung der Kopfbehaarung durch eine Verdickung zuvor geschrumpfter Haare erreicht werden. Entgegen früheren Annahmen zeigte eine Studie von 2003, dass Finasterid auch bei Anwendern zwischen 41 und 60 Jahren eine signifikante Wirkung hat.

### Nebenwirkungen
Als Nebenwirkungen von Finasterid traten bei niedriger Dosierung mit 1 mg pro Tag gelegentlich (d. h. bei 0,1 % bis 1 % der Behandelten), bei höherer Dosierung mit 5 mg pro Tag hingegen häufig (d. h. bei 1 % bis 10 % der Behandelten) eine verminderte Libido und Potenzstörungen (erektile Dysfunktion, vermindertes Ejakulatvolumen) auf.
Ebenfalls vereinzelt wurden Hodenschmerzen und Infertilität, gelegentlich depressive Verstimmungen berichtet.
Vereinzelt berichten Patienten von einem Fortbestehen von Symptomen nach dem Absetzen einer Therapie mit Finasterid.  Jedoch bestehen über die Existenz des sogenannten Post-Finasterid-Syndroms Zweifel.
Eine 2015 veröffentlichte Metaanalyse von 34 klinischen Studien zu Sicherheit und Nebenwirkungen von Finasterid bei der Anwendung in der Behandlung des androgenetisch bedingten Haaraufalls (AGA), welche unter anderem zu der Zulassung von Finasterid in diesem Anwendungsbereich führten, zeigte systematische Verzerrungen zugunsten der Sicherheit und der Nebenwirkungen. Die Studienergebnisse informieren unzureichend zum Sicherheitsprofil von Finasterid in diesem Anwendungsgebiet, so die Metaanalyse.
Eine weitere Studie von 2015 rät den verschreibenden Ärzten, intensiv mit Patienten über die Risiken bei der Anwendung gegen AGA zu sprechen.
Im Juli 2018 veröffentlichte das BfArM einen Rote-Hand-Brief zur Aufklärung über anhaltende Nebenwirkungen von Finasterid, die während oder nach der Einnahme des Medikaments eintreten können. Hierzu zählt das Risiko einer sexuellen Dysfunktion (einschließlich erektiler Dysfunktion, Ejakulationsstörung und verminderter Libido), welche – basierend auf einzelnen Fallberichten über Patienten – auch nach Absetzen der Therapie länger als 10 Jahre fortbestehen können. Ebenso wird vor psychischen Störungen, wie Stimmungsänderungen (einschließlich depressiver Verstimmung, Depression und Suizidgedanken) gewarnt. Ferner wird darauf hingewiesen, dass auf Empfehlung der Europäischen Arzneimittel-Agentur „Angst“ als neue Nebenwirkung in die Fach- und Gebrauchsinformationen von Finasterid aufgenommen wird. Die Arzneimittelkommission der deutschen Ärzteschaft machte im Oktober 2024 erneut im Deutschen Ärzteblatt auf „psychiatrische und sexuelle Nebenwirkungen“ von Finasterid aufmerksam. Dort wird u. a. auch vom „Post-Finasterid-Syndrom“ (PFS) gesprochen.
Mit Blick auf den langfristigen Charakter einer Behandlung und das fortgeschrittene Alter von betroffenen Patienten sind mögliche metabolische Folgen einer 5α-R-Hemmung zu erwägen. Während in fast keiner der originalen Zulassungsstudien mögliche Stoffwechselstörungen durch Finasterid untersucht wurden, deuten zu späteren Zeitpunkten erhobene Daten aus präklinischen (Tiermodell) und klinischen Studien zunehmend auf solche Effekte in verschiedenen Organen hin. Die datengestützten potentiellen Risiken umfassen, unter anderem, Fettleber, Insulinresistenz (IR), Diabetes Typ 2, Syndrom des trockenen Auges und Nierenkrankheiten.
Die Wirksamkeit und Sicherheit von topischem Finasterid wurde in einer multizentrischen, doppelblinden, randomisierten, kontrollierten Double-Dummy-Phase-III-Studie bei erwachsenen männlichen Patienten im Alter von 18–40 Jahren (n = 250) mit androgenetischer Alopezie (Stadium 3–5) gegenüber Placebo oder oralem Finasterid über 24 Wochen geprüft. 105 Patienten erhielten topisches Finasterid 1–4 Sprühstöße täglich vs. topisches Placebo (n = 97) oder Finasterid oral (n = 48). Als primärer Endpunkt wurde die Veränderung der Haaranzahl im behandelten Areal definiert. Eine statistisch signifikante Veränderung gegenüber Baseline ergab sich bereits ab Woche 12. In Woche 24 zeigte sich topisch appliziertes Finasterid als signifikant wirksamer gegenüber Placebo (20,2 vs. 6,7 Haare; P < 0,001) und ähnlich wirksam zu oralem Finasterid (21,1 Haare).  
Dieses Ergebnis wurde mit einer deutlich geringeren systemischen Exposition gegenüber Finasterid und geringeren Auswirkungen auf die DHT-Konzentrationen im Serum im Vergleich zu oralem Finasterid erzielt.  Die topische Formulierung kann als gut verträgliche Alternative zu oralen Finasterid-Präparaten betrachtet werden.
Wechselwirkungen mit anderen Arzneistoffen sind nicht bekannt.

### Kontraindikationen
Finasterid nicht einnehmen dürfen Frauen und Personen unter 18 Jahren sowie Patienten mit häufiger Harnentleerung.
Während der Schwangerschaft eingenommenes Finasterid führt zu Fehlbildungen der äußeren Geschlechtsorgane männlicher Föten. Daher gilt für Frauen, die schwanger werden wollen oder möglicherweise schwanger sind, jeglichen Kontakt mit dieser Substanz zu vermeiden. Finasterid im Sperma stellt keine Gefahr für den männlichen Fötus dar. Berechnungen ergaben, dass eine Frau mit mindestens drei Litern Sperma pro Tag in Kontakt kommen müsste, damit überhaupt messbare Veränderungen ihrer DHT-Werte eintreten können. Dennoch wird als Sicherheitsmaßnahme die Benutzung von Kondomen empfohlen, wenn die Sexualpartnerin schwanger ist.
Aufgrund der potentiellen Schädigung eines Fötus bei einer Bluttransfusion an Frauen darf bei regelmäßiger Einnahme von Finasterid keine Blutspende erfolgen. Die US-amerikanische FDA empfiehlt einen Stopp der Einnahme für einen Monat, um den DHT-Wert auf ein normales Niveau zu heben.

## Doping
Finasterid ist nicht leistungssteigernd, erschwert aber den Nachweis von leistungssteigernden Mitteln wie Anabolika. Bis zum Jahr 2008 war es deshalb von der Welt-Antidoping-Agentur WADA als verboten eingestuft. Mit Wirkung zum 1. Januar 2009 wurde es jedoch von der Dopingliste gestrichen, da die Nachweismethoden für leistungssteigernde Stoffe so verfeinert wurden, dass Finasterid als Maskierungsmittel nicht mehr effektiv ist.
Im Bereich des DFB wurde 2005 das Spiel TSV 1860 München gegen Wacker Burghausen annulliert und zur Wiederholung bestimmt, weil der serbische Spieler Nemanja Vučićević Finasterid eingenommen hatte. Der Fußballer wurde für sechs Monate gesperrt. Die Partie Kickers Emden–Fortuna Düsseldorf wurde mit 2:0 und drei Punkten für Düsseldorf gewertet, da der Spieler Falk Schindler das Präparat „Carboxy Finasteride“ eingenommen hatte. Er wurde ebenfalls für sechs Monate gesperrt. Auch der brasilianische Fußballspieler Romário ist des „Finasterid-Dopings“ überführt worden. Er wurde am 28. Oktober 2007 nach dem Erstligaspiel seines Vereins Vasco da Gama gegen Palmeiras Sao Paulo positiv getestet. Der Weltmeister von 1994 räumte ein, zur Vermeidung von Haarausfall die Substanz Finasterid eingenommen zu haben.
Während der XIII. Paralympics 2008 wurde der deutsche Rollstuhlbasketball-Nationalspieler Ahmet Coskun gesperrt, da er Finasterid als Haarwuchsmittel eingenommen hatte.
Im Kraftsport und Body-Building wird Finasterid eingesetzt, um den durch Testosteron und dessen Derivate oft eintretenden Haarausfall zu bekämpfen.

## Handelsnamen
Monopräparate
Alofın (TR), Androfin (A), Finapil (D), Crinormin (A), FinaHAIR (D), Finamed (D), Finascar (D), Finastad (A), Finasterax (CH), Finural (D), Prezepa (A), Propecia (D, A, CH), Proscar (D, A, CH), Prosmin (D), zahlreiche Generika (D, A, CH)